# Ernst Thälmann
Pour les articles homonymes, voir Thalmann.
Ne pas confondre avec Ernst Alfred Thalmann, un homme politique suisse.
Ne pas confondre avec l'île Ernst Thälmann, un territoire cubain.

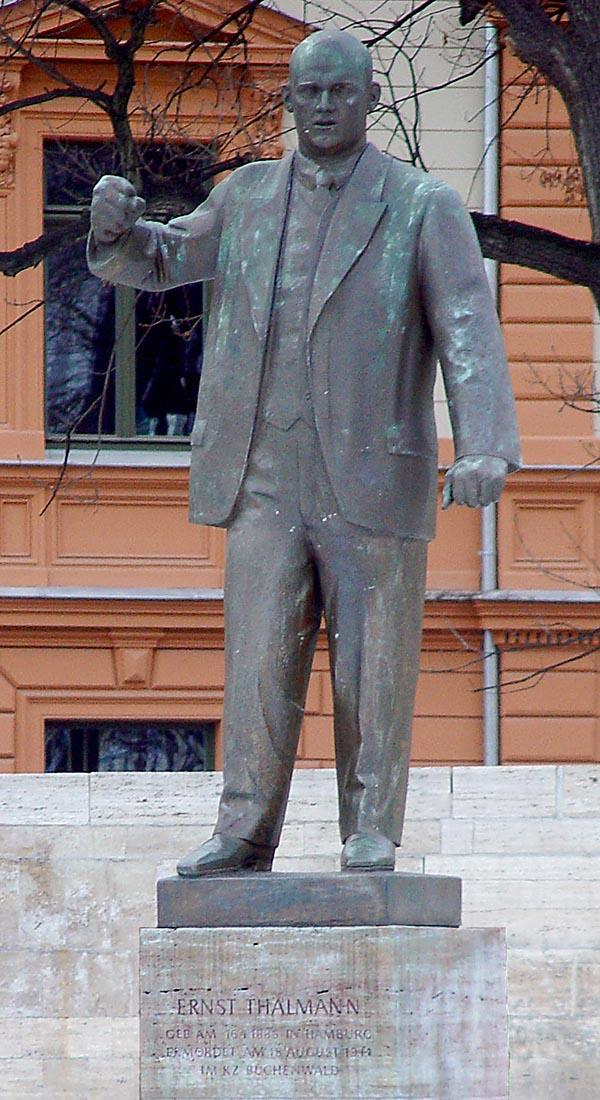
Statue d'Ernst Thälmann à Weimar.

Ernst Thälmann [ænsd̥ ˈtɛːlman] ou Thaelmann, né à Hambourg le 16 avril 1886 et assassiné au camp de concentration de Buchenwald le 18 août 1944, est un homme politique allemand.
Il est président du Parti communiste d'Allemagne (KPD) de 1925 à 1933, député au Bürgerschaft de Hambourg de 1919 à 1933 et député au Reichstag de 1924 à 1933.

## Biographie
Fils d'un commerçant, Ernst Thälmann devient ouvrier dans le secteur des transports. Il adhère au Parti social-démocrate d'Allemagne (SPD) en 1903 et au syndicat des transports en 1904. Il sert à partir de 1915 comme appelé sur le front de l'Ouest puis déserte en octobre 1918. Le 13 janvier 1915, il épouse Rosa Koch. De leur union naîtra, en 1919, Irma Thälmann (de), écrivaine est-allemande et fonctionnaire de la Ligue démocratique des femmes d'Allemagne.
En 1918, il rejoint les rangs du Parti social-démocrate indépendant d'Allemagne (Unabhängige Sozialdemokratische Partei Deutschlands, USPD), et devient le président de la section hambourgeoise en 1919. En mars 1919, il est élu au Bürgerschaft de Hambourg. En 1920, il rejoint avec l’aile gauche de l’USPD le Parti communiste d'Allemagne (KPD). Entré au comité central du parti en 1921, il devient la même année président de sa section hambourgeoise. En 1923, au moment de la révolution avortée qui devait être l'« octobre allemand », il prend la tête de l'insurrection de Hambourg, seule partie du soulèvement à avoir été effectivement déclenchée. Cet épisode, qui lui vaut de passer plusieurs mois dans la clandestinité, contribue à sa réputation au sein du parti. En 1924, il devient vice-président du KPD et membre du présidium de l'Internationale communiste.
De 1924 à 1933, il siège au Reichstag. Il participe aux élections présidentielles de 1925 et de 1932, parvenant les deux fois à la troisième place.
En 1925, avec le soutien du comité exécutif de l'Internationale communiste, la direction du parti est renouvelée et Thälmann en devient le président. En 1928 éclate « l'affaire Wittorf », du nom d'un permanent de Hambourg accusé d’avoir pris de l'argent dans la caisse du parti. Ses opposants reprochent à Thälmann de n'avoir pas dénoncé l'affaire. Wittorf est exclu du parti et Thälmann suspendu de ses fonctions de président. Staline intervient et fait pression avec le Komintern pour que Thälmann soit rétabli dans ses fonctions.
Sous la direction de Thälmann, le parti, dont la politique est alignée sur celle du Parti communiste de l'Union soviétique, connaît un essor considérable : le KPD obtient 3,3 millions de voix aux élections législatives de 1928, 4,6 millions en 1930, 5,3 millions en juillet 1932 et 6 millions en novembre 1932. Ainsi, il a presque doublé son score électoral entre 1928 et 1932. Toutefois, l’orthodoxie stalinienne que Thälmann applique entraîne la création d'un parti dissident (le Parti communiste d'Allemagne - opposition, KPD-O), et isole le KPD des autres partis de gauche lors de la montée du nazisme. Lors de son discours de décembre 1931, il met en garde ceux parmi les camarades qui ne voulaient pas voir que « les arbres nazis cachent la forêt social-démocrate ». Aussi ses appels au SPD en 1932 et janvier 1933 pour une action commune ne sont-ils pas suivis.
Le 3 mars 1933, Thälmann est arrêté : une vaste campagne pour sa libération est relayée internationalement par le mouvement antifasciste,. La figure de Thälmann devient un symbole de la résistance allemande en général, de la résistance communiste en particulier.
Durant son voyage en Allemagne, Daniel Guérin est témoin d'un autodafé de livres à Brême. Au sommet de la pile d'ouvrages destinés aux flammes, on plante un mannequin à l'effigie de Thälmann. Il est représenté notamment par la chemise noire des groupes de défense communistes et une épingle antifasciste.
Le 25 juillet 1935, lors de l'ouverture du 7e congrès de l'Internationale communiste, Maurice Thorez propose Thälmann comme président d'honneur de cette assemblée.
Un bataillon de volontaires allemands engagés dans les rangs des Brigades internationales durant la guerre d'Espagne fut nommé Bataillon Thälmann en son honneur, alors qu'il était emprisonné en Allemagne.
Après onze années passées dans plusieurs prisons, il est transféré le 17 août 1944 au camp de concentration de Buchenwald. Il y est exécuté le lendemain sur ordre de Hitler et son corps est incinéré dans un four crématoire. La presse nazie tente de faire passer sa mort pour une conséquence du bombardement du camp du 24 août.

## Hommages et postérité

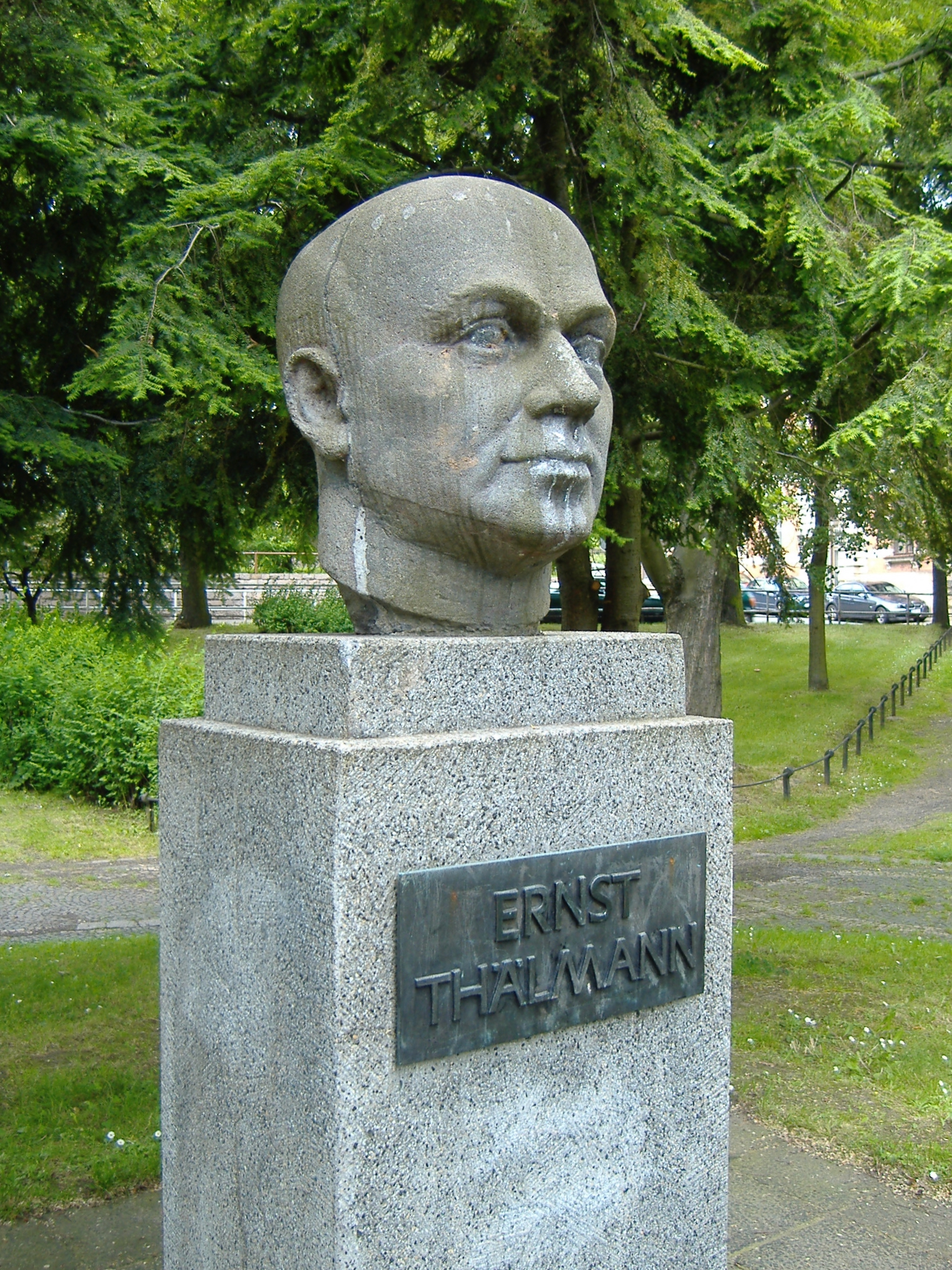
Monument à Werdau.

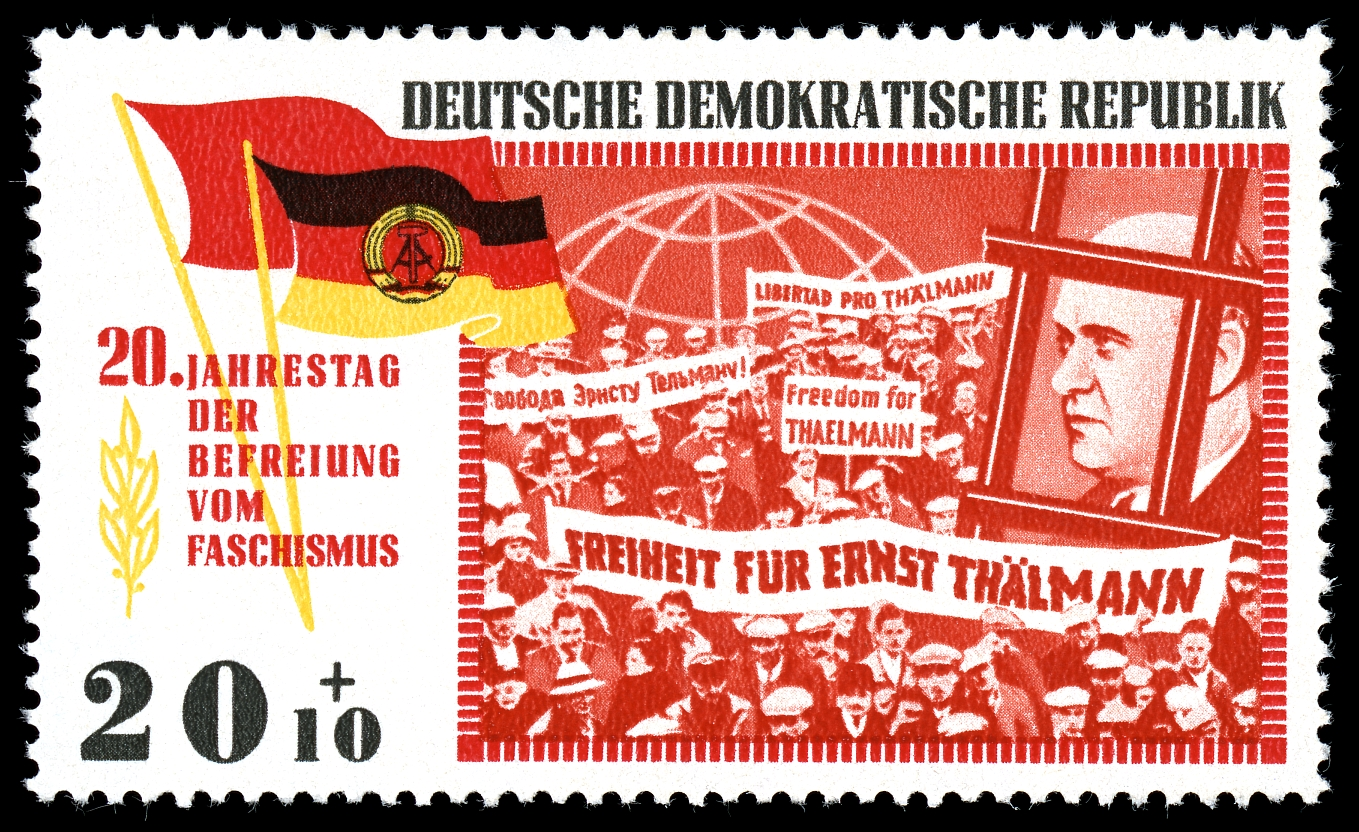
Timbre-poste émis en 1965 par la RDA en souvenir des campagnes menées dans le monde, après 1933, pour la libération de Thälmann.

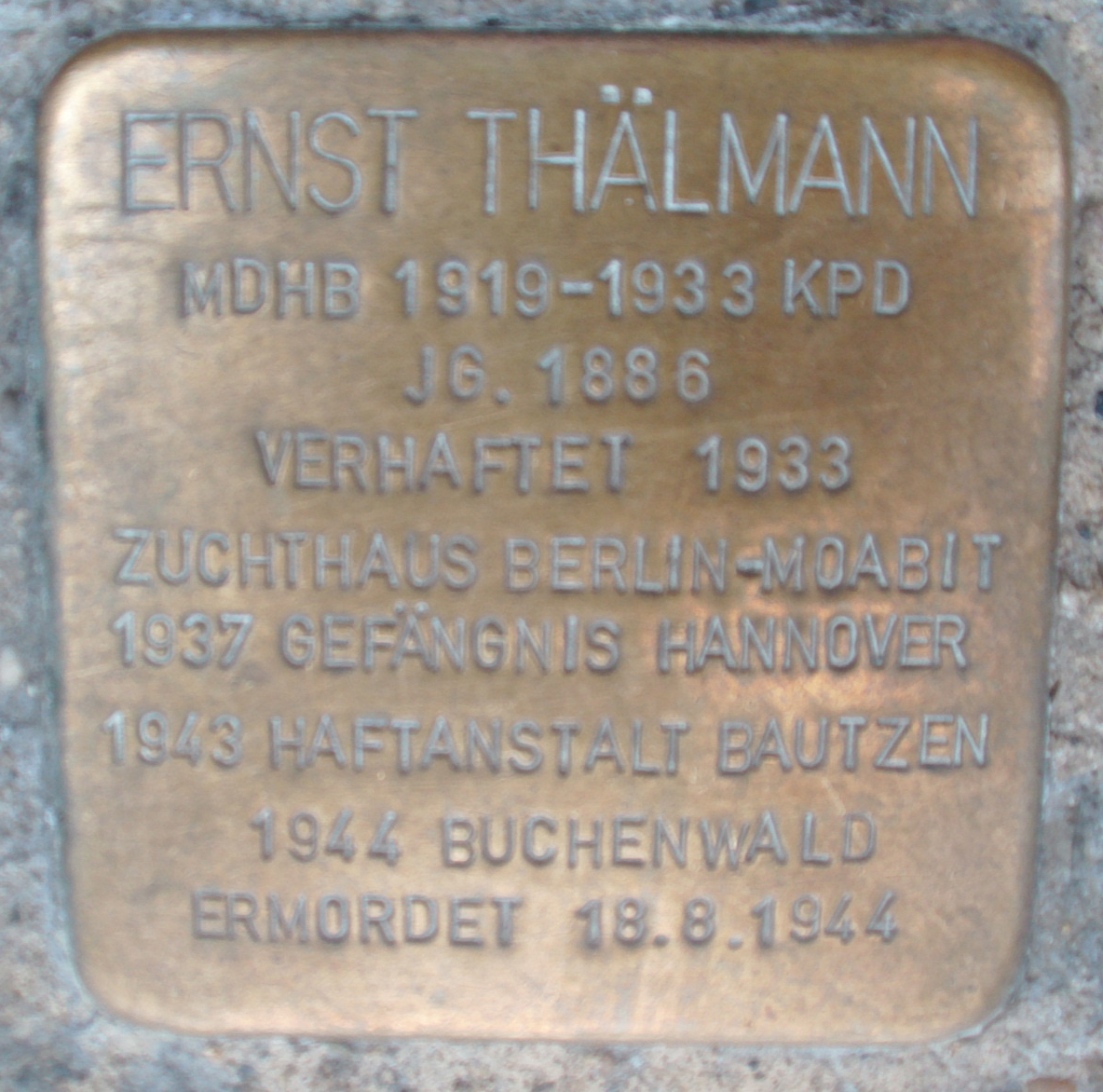
Stolperstein devant l'hôtel de ville de Hambourg.

Après la fin de la Seconde Guerre mondiale, sa mémoire fut honorée. Les autorités de la RDA firent élever de nombreux monuments, donnèrent son nom à de nombreuses rues, comme la Thälmannplatz (ancienne Wilhelmplatz) de Berlin-Est ou à des bâtiments, comme le stade de Potsdam, le Ernst-Thälmann-Stadion. Certains le portent toujours. Dans la capitale, par ailleurs, la station de métro Kaiserhof est renommée Thälmannplatz entre les années 1950 et 1980, tandis que le Ernst-Thälmann-Park est inauguré en 1986. L'organisation officielle de jeunesse des 6-14 ans portait son nom.
Par ailleurs, de nombreux timbres-poste ont été émis à sa mémoire, dès 1945, par l'administration postale de la zone d'occupation soviétique, puis après 1949 par la poste de la République démocratique allemande.
Le compositeur et militant britannique Cornelius Cardew a écrit Thälmann Variations, une pièce pour piano en hommage à Ernst Thälmann.
En 1972, Cuba a renommé l'île Cayo Blanco del Sur en Cayo Ernesto Thaelmann ou île Ernst Thälmann, en l'offrant à la RDA. Toutefois, cette île n'a pas été mentionnée dans le contrat de réunification de l'Allemagne, car il s'agissait d'un « acte symbolique »,.
Depuis le 24 juillet 2009, une Stolperstein est placée dans la rue Tarpenbekstraße à Hambourg-Eppendorf devant le dernier domicile d'Ernst Thälmann.
Le 8 juin 2012, des Stolpersteine ont été posées devant l'hôtel de ville de Hambourg à la mémoire des membres du Parlement assassinés, dont une pour Ernst Thälmann.

## Filmographie
En 1955, Kurt Maetzig réalise un film historique de propagande en alphacolor retraçant la vie d'Ernst Thälmann, à la demande des dirigeants de la RDA. Le film est en deux parties, la première intitulée Sohn seiner Klasse et la deuxième Führer seiner Klasse. Le rôle est tenu par Günther Simon.